# پرورش (روزنامه)
پرورش نام روزنامه‌ای فارسی‌زبان بود که در قاهره به سردبیری میرزا علی‌محمد پرورش منتشر می‌شد. نخستین شمارهٔ آن در ۱۰ صفر ۱۳۱۸ ق / ۸ ژوئن ۱۹۰۰ میلادی در قطع وزیری و در ۱۶ صفحه منتشر شد. شعار این روزنامه بر روی جلد این بود: «این روزنامه آزاد است و هفته‌ای یک روز جمعه طبع می‌شود».
محتوای روزنامه بسیار به روزنامهٔ ثریا شباهت داشت و دربرگیرندهٔ سرمقاله‌ای با موضوعات سیاسی، اخبار خارجی، گزارش‌هایی از اوضاع ایران، و مقالات مختلف بود. از نوآوری‌های پرورش درج فهرست مطالب هر شماره در ستون اول صفحهٔ اول بود، که بعدها الگویی برای برخی روزنامه‌های دورهٔ مشروطه شد.
پرورش از جمله نشریاتی بود که نقش مهمی در گسترش افکار جدید، بیداری ایرانیان، و آماده‌سازی زمینهٔ فکری برای جنبش مشروطه ایفا کرد. این روزنامه به دلیل سانسور در ایران، مدتی به فرمان امین‌السلطان ممنوع‌الورود شد و سرانجام پس از انتشار ۳۳ شماره، تعطیل گردید. مدیر آن در اواخر سال ۱۳۲۰ ق بر اثر بیماری سل درگذشت و در شهر حلوان نزدیک قاهره دفن شد.